# Damir Boras
Damir Boras (Zagreb, 25. listopada 1951.) hrvatski je znanstvenik, informacijski stručnjak, leksikograf, sveučilišni profesor u trajnome zvanju i bivši rektor Sveučilišta u Zagrebu.

## Obiteljska povijest i rani život
Rođen je u Zagrebu 25. listopada 1951. godine. Majka Marija (Maja) Boras (1925. – 2017.), rođena Kalogjera, bila je kći splitskoga kanonika i župnika splitske prvostolnice Marka Kalogjere (1877. – 1956.), utemeljitelja i prvoga biskupa Hrvatske starokatoličke crkve te sestra ekonomskoga stručnjaka, sveučilišnoga profesora i ministra u prvoj hrvatskoj vladi prof. dr. sc. Dražena Kalogjere (1928. – 2016.)
Otac Mile Boras (1923. – 1997.), čije je prezime zapravo hipokoristički oblik imena Boro, bio je rodom iz Vitine blizu Ljubuškoga u Bosni i Hercegovini. U Širokom Brijegu pohađao je Franjevačku klasičnu gimnaziju koju će u četvrtom razredu zamijeniti zagrebačkom klasičnom gimnazijom na kojoj je i maturirao 1944. Svoje je daljnje obrazovanje nastavio na zagrebačkome Pravnom fakultetu na kojemu je kao i Marija Boras diplomirao iste 1950. I dok se Marija posvetila odvjetništvu, Mile je svoj profesionalni put nastavio na Fakultetu na kojemu je godinu dana prije diplomiranja dobio i Prvomajsku (Rektorovu) nagradu za najbolje izrađeni pismeni rad pod nazivom Državno-monopolni kapitalizam. Na Pravnom je fakultetu Mile Boras najprije počeo raditi kao asistent profesora rimskoga prava i tadašnjega rektora Marijana Horvata, a kasnije i kao profesor rimskoga prava. Umirovljen je kao predstojnik Katedre za rimsko pravo na čijem je čelu bio od 1986. do 1993.
Damir Boras nastavio je tradiciju svoje majke i djeda biskupa te je danas istaknuti pripadnik Hrvatske starokatoličke crkve i predsjednik njezina Sinodalna vijeća. U braku je s Alenom, profesionalnom diplomatkinjom, a jedina je kći Dora odvjetnica. Nekoć se aktivno bavio košarkom, ragbijem (u prvoligaškom ragbijaškom klubu Lokomotiva) i tenisom (aktivno ga igrajući u klubu Mladost), kojim se uz golf danas bavi samo rekreativno.

## Obrazovanje
Damir Boras maturirao je u Klasičnoj gimnaziji 1970. godine. Četiri godine kasnije diplomirao je na smjeru Radiokomunikacije zagrebačkoga Elektrotehničkog fakulteta s temom "Laseri u komunikaciji" stekavši zvanje diplomiranoga inženjera elektrotehnike. Godine 1998. doktorirao je na Odsjeku za informacijske i komunikacijske znanosti Filozofskoga fakulteta u Zagrebu s temom "Teorija i pravila segmentacije teksta na hrvatskom jeziku".
Usavršavao se u Sjedinjenim Američkim Državama (Sveučilište u Pittsburghu, Pennsylvania) gdje je do veljače 1991. i u organizaciji Sveučilišta u Zagrebu bio na tromjesečnom studijskom boravku.
Govori nekoliko svjetskih jezika (engleski, francuski, njemački i talijanski), a pasivno se služi slovenskim, makedonskim, latinskim i klasičnim grčkim jezikom.

## Zaposlenje
Nakon stjecanja diplome inženjera elektrotehnike zaposlio se kao računarski i informacijski stručnjak (koordinator za informacijske sustave) u Referalnom centru Sveučilišta u Zagrebu. Na tom će mjestu ostati do 1984. kada prelazi na Filozofski fakultet i započinje svoju sveučilišnu karijeru. Početkom 1990-ih sudjeluje u projektu informatizacije Sveučilišta te dolazi na čelo Komisije za informatizaciju Sveučilišta. U radu Povjerenstva za informatizaciju školstva pri Ministarstvu prosvjete najprije sudjeluje kao zamjenik, a potom i kao predsjednik (2000. – 2003.). Tijekom hrvatskih pregovora s Europskom unijom bio je član radne pregovaračke skupine za poglavlje 25. „Znanost i istraživanje“ te član radne skupine „Znanost i društvo“ Ministarstva znanosti, obrazovanja i sporta za primjenu stečevina Europske unije. Od 2007. član je Senata Sveučilišta u Zagrebu, od 2009. član Rektorskoga kolegija u širem sastavu, dok je prethodno (2007. – 2014.) bio član Vijeća područja društvenih i humanističkih znanosti.
Izvan Sveučilišta bio je još zaposlen na mjestu pomoćnika ravnatelja za informatizaciju i znanstvenu suradnju Leksikografskoga zavoda Miroslava Krleže (2000. – 2006.), u kojemu je danas član Znanstvenoga vijeća. Tijekom dvaju mandata dekana Filozofskoga fakulteta predsjedao je upravnim odborima Hrvatske izvještajne novinske agencije (Hine) i Nacionalnoga centra za vanjsko vrednovanje obrazovanja (NCVVO-a).

### Filozofski fakultet
Na Filozofskom je fakultetu proveo najveći dio svoga radnog vijeka. Počevši najprije kao asistent, 1999. godine napreduje do zvanja docenta, potom i izvanrednoga profesora (2003.) te znanstvenoga savjetnika i redovitoga profesora (2006.). U prosincu 2011. na petoj je sjednici Senata Sveučilišta u Zagrebu potvrđen za redovitoga profesora u trajnome zvanju.
Jedan je od utemeljitelja Odsjeka za informacijske znanosti (kasnije Odsjeka za informacijske i komunikacijske znanosti), a općenito je i jedan od utemeljitelja uvođenja nastave informatike, kako na Filozofskom fakultetu, tako i u hrvatski obrazovni sustav. Na Odsjeku je utemeljio i vodio Katedru za obradu prirodnoga jezika, leksikografiju i enciklopedistiku te vodio međunarodne znanstvene projekte ("Hrvatska rječnička baština i prikaz rječničkoga znanja, 2002. – 2006.)  i programe ("Izvori za hrvatsku baštinu i hrvatski europski identitet, 2007. – 2013.).
Godine 2004. postaje prodekanom za znanost i međunarodnu suradnju te na tom mjestu ostaje sve do 2009. kada je prvi put izabran za dekana Filozofskoga fakulteta. Pri kraju drugoga dekanskog mandata izabran je za rektora Sveučilišta u Zagrebu.
Osim na Sveučilištu u Zagrebu, od 2011. predaje i na Filozofskom fakultetu Sveučilišta u Mostaru.

## Rektor Sveučilišta u Zagrebu
Damir Boras 82. je po redu rektor Sveučilišta u Zagrebu. Prvi je put, kao predloženik Vijeća društveno-humanističkoga područja te Fakulteta političkih znanosti, Filozofskoga fakulteta i Učiteljskoga fakulteta, za rektora izabran 15. travnja 2014. Na dužnost rektora stupio je 1. listopada 2014. Svoj će drugi rektorski mandat započeti 1. listopada 2018.
Po položaju je član Rektorskoga zbora Republike Hrvatske kojim je predsjedao ak. god. 2015./2016.

### Prvi mandat
Izbori za rektora održani su 15. travnja 2014. u 345. akademskoj godini na 12. izvanrednoj sjednici Senata. Sjednici je nazočilo 68 od ukupno 69 članova Senata koji su birali između četvero predloženika: prof. dr. sc. Damira Borasa (Filozofski fakultet), prof. dr. sc. Blaženke Divjak (Fakultet organizacije i informatike), prof. dr. sc. Melite Kovačević (Edukacijsko-rehabilitacijski fakultet) te prof. dr. sc. Nedjeljka Perića (Fakultet elektrotehnike i računarstva). U prvom je krugu glasovanja, uz jedan nevažeći listić, najviše glasova dobila predloženica B. Divjak (23 glasa), predloženici D. Boras i N. Perić glasovno su bili izjednačeni (19 glasova), dok je najmanje glasova dobila predloženica M. Kovačević (6 glasova). Kako nitko od predloženika nije dobio natpolovičnu većinu glasova te s obzirom na to da su dvojica predloženika dobila jednak broj glasova, bilo je potrebno provesti međuglasovanje. Nakon provedena međuglasovanja u drugi je krug izbora za rektora ušao predloženik D. Boras dobivši ukupno 47 glasova članova Senata, odnosno 27 glasova više od N. Perića. Temeljem rezultata drugoga kruga, u kojemu je dobio natpolovičnu većinu glasova (35 glasova), Damir Boras izabran je za rektora Sveučilišta u Zagrebu u mandatnom razdoblju 2014. – 2018.
Tijekom prvoga rektorskog mandata izabran je za predsjednika Izvršnoga odbora Regionalne platforme za suradnju u visokom obrazovanju i akademskom istraživanju. U platformi su udružena sveučilišta, ministarstva znanosti i visokog obrazovanja, agencije i parlamentarni odbori za obrazovanje i znanost osam zemalja regije (Albanije, Bosne i Hercegovine, Crne Gore, Hrvatske, Kosova, Makedonije, Slovenije i Srbije).

### Drugi mandat
Na sedmoj izvanrednoj (izbornoj) sjednici Senata 349. akademske godine, održanoj 23. veljače 2018., Damir Boras ponovno je izabran za rektora Sveučilišta u Zagrebu nakon što je u prvome krugu pobijedio svoga protukandidata prof. dr. sc. Damira Bakića, redovitoga profesora Prirodoslovno-matematičkog fakulteta. Od 70 članova Senata, njih 54 glasovalo je za aktualnoga rektora, dok je predloženik D. Bakić dobio 15 glasova. Jedan je glasački listić bio nevažeći. Ostvarivši natpolovičnu većinu glasova, Damir Boras izabran je za rektora Sveučilišta u Zagrebu u mandatnom razdoblju ak. god. 2018./2019. – 2021./2022.

## Znanstvenoistraživački rad
Damir Boras objavio je više od stotinu znanstvenih i stručnih radova, knjiga te srednjoškolskih i visokoškolskih udžbenika kao i više od četrdeset pozvanih predavanja i priopćenja na stranim i domaćim znanstvenim skupovima iz područja informacijskih i komunikacijskih znanosti, programiranja, e-učenja, računalne obrade teksta i jezika, leksikografije i enciklopedistike. Glavni je urednik međunarodnoga znanstvenog časopisa za leksikografiju i enciklopedistiku Studia lexicographica Leksikografskoga zavoda Miroslav Krleža, član je uredničkoga odbora međunarodnoga časopisa Video Journal of Education and Pedagogy, prvoga znanstvenog videočasopisa u području obrazovanja te je i član uredništva međunarodnoga znanstvenog časopisa za pitanja medija, novinarstva, masovnoga komuniciranja i odnosa s javnostima, MediAnali, koji izdaje Sveučilište u Dubrovniku. Vodio je ili surađivao na različitim nacionalnim (projekti i programi Hrvatske zaklade za znanost, Ministarstva znanosti i obrazovanja, i dr.) i međunarodnim projektima (Erasmus K2+ projekti) iz područja informacijskih znanosti i informatičke tehnologije.

### Autorske knjige
- Jandrić, Petar; Boras, Damir. Kritičko e-obrazovanje: borba za moć i značenje u umreženom društvu. Zagreb : Tehničko veleučilište u Zagrebu i Filozofski fakultet Sveučilišta u Zagrebu FF Press, 2012 (monografija). [Objavljeno i u prijevodu na srpski jezik: Jandrić, Petar; Boras, Damir. Критичко е-образовање: борба за моћ и значење у умреженом друштву . Beograd : Eduka, d.o.o., Beograd, 2013 (monografija).]
- Lasić-Lazić, Jadranka; László, Marija; Boras, Damir. Informacijsko čitanje. Zagreb : Zavod za informacijske studije Odsjeka za informacijske znanosti Filozofskog fakulteta Sveučilišta u Zagrebu, 2008 (monografija).
- Boras, Damir; Dovedan, Zdravko. Informatika za 1. razred srednjih škola. Zagreb : Školska knjiga, 1992 (užbenik).

### Uredničke knjige
- Critical Learning in Digital Networks / Jandrić, Petar; Boras; Damir (ur.). New York : Springer, 2015 (zbornik).
- Recent Advances in Information Science / Boras, Damir; Mikelić Preradović, Nives; Moya Francisco; Roushdy, Mohamed; Salem, Abdel-Badeeh M (ur.). Dubrovnik : WSEAS Press, 2013 (zbornik).
- Enciklopedija hrvatskih prezimena / Grgić, Siniša; Boras, Damir; Brozović Rončević, Dunja; Vitek, Darko; Lauc, Davor (ur.). Zagreb : Nacionalni rodoslovni centar, 2008 (enciklopedija)[22]

## Nagrade i priznanja
- 1970.: Zlatna medalja na međunarodnom natjecanju iz poznavanja klasične kulture i jezika (klasičnog grčkog i latinskog), Sanremo, Italija
- 1973.: Rektorova nagrada za studentski rad "Daljinska komunikacija s računalom", Sveučilište u Zagrebu
- 1978.: Prva nagrada na međunarodnom javnom natječaju za projekt Nacionalne i sveučilišne knjižnice (član projektnog tima zadužen za projekt računalnog i informatičkog sustava)
- 2011.: Priznanje Udruge za vjersku slobodu u Republici Hrvatskoj
- 2014.: Povelja Filozofskoga fakulteta Sveučilišta u Zagrebu
- 2016.: Nagrada Grada Zagreba, Godišnja nagrada Saveza Roma u Republici Hrvatskoj "Kali Sara"
- 2018.: Nagrada "Večernjakov pečat" u kategoriji Znanost[23]
- 2019.: Povelja i Zlatni grb Općine Ljubuški,[24] Premio Juan Vucetich (Nagrada Juan Vucetich za 2019.) Veleposlanstva Republike Argentine[25]
- 2022.: Počasni doktorat Sveučilišta u Mostaru[26]

## Članstva
- Europska akademija znanosti i umjetnosti (redoviti član u području humanističkih znanosti)[27]
- Međusveučilišni centar (IUC) u Dubrovniku  (potpredsjednik Izvršnog odbora)
- Regionalna platforma za ocjenjivanje i suradnju u visokom obrazovanju i istraživanju (predsjednik Izvršnoga odbora, 2015. - danas)[28]
- Hrvatska paneuropska unija (potpredsjednik)
- Hrvatsko društvo za jezične tehnologije (član i suosnivač)
- Hrvatsko društvo za promicanje informatičkog obrazovanja
- Hrvatsko informacijsko i dokumentacijsko društvo
- Matica hrvatska
- Saborski Odbor za obrazovanje, znanost i kulturu (2012. – 2015; 2017. - danas)
- Savjet Vlade RH za Hrvate izvan Republike Hrvatske (predstavnik Rektorskoga zbora Republike Hrvatske, 2017. - danas)
- Akademija odgojno-obrazovnih znanosti Hrvatske (od 2015.)
- Hrvatska akademija tehničkih znanosti (član prijatelj i počasni član od 2015.)
- Hrvatsko rodoslovno društvo "Pavao Ritter Vitezović" (predsjednik)